# Vjačeslav Vasil'evič Ragozin
Vjačeslav Vasil'evič Ragozin (in russo Вячесла́в Васи́льевич Раго́зин?; San Pietroburgo, 8 ottobre 1908 – Mosca, 11 marzo 1962) è stato uno scacchista sovietico, Grande maestro.
Si mise in luce nel grande torneo di Mosca 1935, esibendo un gioco coraggioso e ricco di idee interessanti. Vinse il premio di bellezza per la sua partita con Andor Lilienthal. L'anno successivo sempre a Mosca vince con Emanuel Lasker e Salo Flohr. Capablanca riesce a cavarsela e a pattare solo trovando un perpetuo. Nello stesso anno vince il campionato di Leningrado.
Nel 1937 è = 2º con Konstantynopol's'kyj nel Campionato URSS, dietro a Levenfiš. Nel 1942 è 1º a Sverdlovsk e nel 1945 vince ancora il campionato di Leningrado.
Nel dopoguerra è 1º ad Helsinki nel 1946 e 2º nel 1947 al Chigorin Memorial di Mosca, dietro a Botvinnik ma davanti a giocatori come Smyslov, Boleslavs'kyj e Keres. Nel 1956 è 2º nello Steinitz memorial di Mariánské Lázně, dietro a Filip ma davanti a Flohr, Pachman e Ståhlberg.
Nel 1950 è uno dei primi 27 giocatori ai quali la FIDE riconosce il titolo di Grande maestro.
Ha vinto il 2º Campionato del mondo per corrispondenza 1956-59, con 11/14.
La variante Ragozin del gambetto di donna (1. d4 d5 2. c4 e6 3. Cc3 Cf6 4. Cf3 Ab4) prende il suo nome.

## Partite notevoli
- Lilienthal - Ragozin, Mosca 1935, Nimzoindiana var. Saemisch E24, 0-1, su chessgames.com.
- Emanuel Lasker - Ragozin, Mosca 1936, Siciliana var. Dragone B36, 0-1, su chessgames.com.
- Smyslov - Ragozin, Leningrado-Mosca 1939, Spagnola var. Berlinese C65, 0-1, su chessgames.com.
- Ragozin - Boleslavs'kyj, Sverdlovsk 1942, Caro-Kann B15, 1-0, su chessgames.com.
- Najdorf - Ragozin, Interzonale Saltsjobaden 1948, dif. Gruenfeld D98, 0-1, su chessgames.com.